# 司憲府
司憲府（サホンブ）は、朝鮮において、高麗から李氏朝鮮にかけて存在した政府機関。時政（시정）の論評、官吏の糾察（공과）、褒挙（포거）、風俗の矯正、冤抑の解決、また経国大典では、濫偽（남위）の禁止などに関する業務を管掌する。
995年（成宗14年）に御史台（어사대）として設置されたが、1298年（忠烈王24年）に宗主国の元により、高麗の全官衙は名称を格下げされ、御史台も司憲府に改称した。以後、元による頻繁な官制変動によって名称を改められたが、1369年（恭愍王18年）に司憲府の名称が定着し、朝鮮末期まで続く。
1392年（太祖元年）、中枢院の南に設置され、1894年（高宗31年）の甲午改革によって、司諫院とともに、議政府所属の都察院に改編された。

## 権限
まず時政においては、弘文館、司諫院とともに議論し、これらの官衙を、台諫や三司と呼んだ。また政治活動は、大司憲（テサホン）、執義、掌令、持平が行い、議政府の大臣や六曹の判書が出席する、朝啓（조계）や常参（상참）に参加し、王の講義でもある経筵や書筵にも参加した。
司憲府自体の糾察の面では、高麗時代には全官吏に対して違法行為の場合、官職の剥奪ができたが、朝鮮時代には、中央の官吏の違法行為の場合、官職の剥奪が五品以下に固定された。そのため、全官吏に対して糾察を行う場合は、刑曹、漢城府、(義禁府)とともに処理した。これらの官衙をまとめて、三法司と呼んだ。
また監察は、中央の官衙、地方に派遣され、全官衙の監督をした。したがって監察は外勤が多く、出勤した時、持平が業務命令を行った。監察は業務部屋の監察房で働いていた。また部屋は、内房と外房に分けられ、内房には、監察の代表である、房主（방주）1人と有司（유사）2人がおり、外房では、残りの監察が業務をしていた。
このように、議政府、六曹、承政院、弘文館、司諫院とともに国家の中枢を担ったが、太宗治世中に大司憲の孟思誠が太宗への報告なしに慶貞公主の婿の趙大臨を拷問して免職になったように、取り調べ課程で拷問に関与する官府であり、朋党政治や勢道政治の土台になり、三司も後に、議政府、六曹の権限を制限するなどして様々な弊害がおこる。

## 構成
| 官位   | 官職   | 定数 | 備考                      |
| ------ | ------ | ---- | ------------------------- |
| 従二品 | 大司憲 | 1人  |                           |
| 従三品 | 執義   | 1人  |                           |
| 正四品 | 掌令   | 2人  |                           |
| 正五品 | 持平   | 2人  |                           |
| 正六品 | 監察   | 2人  | 文官3名、武官5名、蔭官5名 |

- 吏曹の書史25人付属（経国大典では39人置き、大典通編では55人に増員、大典会通で25人減員）。
- さらに書写が2人、所由が33人、軍士が3人いた。